# شهر دریاچه میکی، میسوری
شهر دریاچه میکی (به انگلیسی: Lake Mykee Town) یک روستا (ایالات متحده آمریکا) در ایالات متحده آمریکا است که در شهرستان کالاوی، میزوری واقع شده‌است.
 شهر دریاچه میکی ۰٫۶۵ کیلومتر مربع مساحت و ۳۵۰ نفر جمعیت دارد و ۲۵۵ متر بالاتر از سطح دریا واقع شده‌است.